# 木下彩 (女優)
木下 彩（きのした あや、1988年11月10日 - ）は、日本の女優・タレント。現在フリー。元・えりオフィス所属。愛称はきのぴー。血液型はB型。
愛称：きのぴー

## 所属ユニット
- ぽりこぴー - 堀有里、藍澤慶子、木下彩で結成された女優ユニット
  - グリーン担当
- Poppin'g shower - 蜂巣和紀、堀有里、木下彩で結成された1988年生まれの俳優女優と共に作品を作るユニット。出演キャストは全員同い年。

## SNS
- 木下彩 (@knst_aya1110) - X（旧Twitter）
- 木下彩（kino_p_aya）-Instagram

## 出演歴

### 映画
- 第7回JIU学生映画祭「シアワセのはなし」（監督・田村宗大）
- 『JK・オブ・ザ・リビングデッド』 （監督・森川圭）- 田村 役
- 『予告犯』（監督・中村義洋）- コンパニオン 役
- 『RUNWAY★BEAT』（監督・大谷健太郎）
- 『HELL DRIVER』（監督・西村喜廣）- レポーター 役
- 酒場SF映画 「REUNION」シス役（北御門潤監督）
- 酒場SF映画 「REUNION:02 -GENESIS-」シス役（北御門潤監督）

### ドラマ
- 相棒
  - 相棒 season16（EX）
    - 第4話「ケンちゃん」（2017年11月8日）- ニュースキャスター 役
    - 第6話「ジョーカー」」（2017年11月22日）- レポーター 役
    - 第18話「ロスト〜真相喪失」」（2018年2月28日）- レポーター 役
- アイドル×戦士ミラクルちゅーんず! 第10話（TX）- 芸能リポーター 喜久田菊子 役
- スカッとジャパンSP（CX）- 岡島真希 役
- ワオ（CX）- リポーター 役
- 明日の光をつかめ2（CX）- お天気キャスター 役

### テレビ
- 旅人連鎖紀行番組「チェイン∞トラベラーズ」#6～#11 - 吹き替え
- 劇場版『猫忍』- 特番ナレーション

### TVCM
- 「ナースパワー人材センター」
- 「JAバンク」
- 「ミツカン 米酢」
- 「マクドナルド Mc Café『大集合再び』篇」

### 広告
- 「glo」- 店頭ディスプレイ
- 「カインズホーム」- 商品紹介映像
- 「昭和西川」- 広告/webCM
- 「王子製紙」- 広告

### モデル
- 「Valu vari」ネットショップ 専属モデル
- オンラインゲーム・ヒーローズ イン ザ スカイ - イメージガール あや教官　役
- 「春夏秋冬ぴあ2015-2016日帰り遊びカタログ」モデル
- 「リクルート スタッフィング求人」モデル
- 「HAIRMODE nresta!」モデル

### ラジオ
- ラジオ日本『夏の甲子園神奈川大会試合速報!』リポーター
- 文化放送『BE YOURSELF』高橋広樹5代目アシスタントパーソナリティー

### 舞台
2024年
- Poppin' Shower Produce vol.2『星空ハーモニー2024』♭チーム（2024年12月25日 - 29日、シアターグリーンBIG TREE THEATER）- 大上つつじ 役[1]
- 劇団虚幻癖「GHOST MIX Ⅴ」（築地ブディストホール[2]）池袋の女役
- ARP「トライアル2024」（下北沢B1[3]）三浦役
- 主催「菅生ゼミ休講のお知らせ４期」（新宿スターフィールド）
- K・Y企画「Dress UP!!!」（溝ノ口劇場[4]）川久保千里役
- 劇団虚幻癖「SISTER ZERO」（萬[5]）マヤ役

2023年
- 劇団虚幻癖「道化王」（萬[6]）-ラン役
- 主催：ぽりこぴー「Travel×Trip×Tour final!!」（新宿スターフィールド）
- 主催：Bee×Piiぷろでゅーす「Heyばあちゃん！テレビ点けて！」（新宿スターフィールド）-愛染真奈美役
- 劇団虚幻癖「Inferno Phantasia」（中野ウエストエンド）-ヒロイン:ソラ役
- 主催：OYUUGIKAIプロデュース「OYUUGIKAI2023」主催（シアターグリーンBOXinBOX）
- おむすびシアター
- Pino Produce Vol.1 「まとまるふぉーぜ」（シアターKASSAI）仲本光希役

2022年
- END es PRODUCE「Cadeau～4つの贈り物～」（松坂亭）
- 「十年希望」（オメガ東京）- ユカ 役
- 蜂巣祭「〜2022秋の陣〜ピータンの大冒険」（下北沢亭）- タイガー・リリー 役
- 主催：「嘘ぎらい」（松坂亭）- 守宮渚 役
- LUCKUP「蝶々結び」（上野ストアハウス）- 歌うたい 役
- Poppin'g shower主催「僕らの88年式タイムカプセル」（松坂亭）
- 主催：ぽりこぴー「Travel×Trip×Tour」番外公演（松坂亭）
- 主催：「桃太郎が恋をした!?」（松坂亭）- 猿美 役

2021年
- 主催「菅生ゼミ休講のお知らせ3期」（新宿スターフィールド）
- 「OYUUGIKAI」（バルスタジオ）
- 主催：ぽりこぴー「Travel×Trip×Tour」（松坂亭）

2020年
- ARP「パズル」（下北沢B1）- ハルカ 役

2019年
- 主催「菅生ゼミ休講のお知らせ2期」（新宿スターフィールド）
- 「文化祭スクランブル」（シアターグリーン）- 家達麗蘭 役
- 「スターダスト・インフェルノーEnd of Rebootー」（新宿村LIVE）- マナ 役
- K-FARCEプロデュース公演「ALL for you～すべてはお客様のために～」

2018年
- 劇演遊祭「あの日はライオンが咲いていた」（ザムザ阿佐ヶ谷）- 向原もとか 役
- img Act1「The Entertainer〜新しき旗〜」（シアターグリーン）- 北島ミヅキ 役

2017年
- sajik@genプロデュース第4回公演『それいけ!半熟英雄!』（ザムザ阿佐ヶ谷）- ゲスト出演
- バッキャローシリーズSEASON 2『凪のバッキャロー!〜端島・軍艦島編』（シアターグリーン）- 月野木京子 役

第1章/第2章/第3章
- ダブルフューチャープロデュース第1回公演『時が巡る金木犀』（高田馬場ラビネスト）- 森下友利 役
- A´company Produce Musical 「イズ・ザット・フォー・リアル ―Life goes on―」（テアトルBONBON）- 早乙女灯 役
- 『ignition』名古屋公演（名古屋ナンジャーレ）- 由良 役
- ASSH第21回公演・旗揚げ15周年記念興行『SOUL FLOWER ver.2017』（新宿村LIVE）
- 『ignition』東京公演（池袋シアターグリーンBASE Theaterh）- 来栖 役

2016年
- 『偽りのパラドックス』（シアター・バビロンの流れのほとりにて）- 高ヶ坂 役
- 『キャンプファイアー』（シアターグリーン BOX in BOX THEATER）- 赤井真理 役
- 『透明少女』岩清水杏 役（新宿村LIVE）

2015年
- 『イマカノ』（ウッディシアター中目黒）- 久米田利沙 役
- アニメ舞台版『レーカン!』（日本芸術専門学校大森校劇場）- 夕陽 役
- 『Draw The Curtain』（八幡山ワーサルシアター）- 片倉 役
- 『エル・サボタージュ』（スペース・ゼロ）- リナ 役
- 『快楽的飲食店 バルディゴ』（スタジオあくとれ）- 由香 役
- 『ぷよぷよオンステージ』（赤坂ACTシアター）- ラフィーナ 役
- 『MOSH08 〜恋する惑星〜』（築地ブディストホール）

2014年
- 『アヴニール夢見ヶ丘』（千本桜ホール）- ゆきこ 役
- 『その旅人は建設マン』（中野ザ・ポケット）- 満嶋香織 役
- 『畳屋バラッド』（千本桜ホール）- 吉田清美 役

2013年
- 『今宵見上げし荒城の月〜酔ひてうとうも月のみぞ知る』（下北沢OFF・OFFシアター）
- 『眠れぬ町の王子様』2010（シアターサンモール）- 美麗　役
- 『GANRYUJIMA』むね役（SPACE107）
- 『チャンスは2度来る!』- ハル 役
- 『大きな虹のあとで』- ヒロイン 麻樹 役

### イベント
- 「リベルテ」vol5以降〜
- 「演遊祭」
- 撮影会定期
- 映画『HANTER×HANTER』舞台挨拶MC
- 「カゴメ工場見学会」PRレディ
- 「お父さん犬カイ君撮影イベント」MC
- 「東京ゲームショウ」カプコンブースMC
- 「電撃文庫 秋の祭典2011」総合MC
- 「CEATEC JAPAN」ドコモブース MC
- 「東京モーターショー2011,2013」モデルCO
- 「次世代ワールドホビーフェア」任天堂ブースCO
- 「エコプロダクツ」JFEブースCO
- ほか多数

### その他
- YouTube番組「HangOutTV」レギュラー
- YouTube番組「みかた三国志」アシスタント
- グラ☆スタ!TV「木下彩のキノスタ!!」